# Фицалан, Томас, 17-й граф Арундел
Томас Фицалан (англ. Thomas FitzAlan; примерно 1450 — 25 октября 1524, Даунли Парк, Сассекс, Королевство Англия) — английский аристократ, 17-й граф Арундел, 7-й барон Арундел и 7-й барон Мальтраверс с 1487 года, рыцарь Бани, кавалер ордена Подвязки.

## Биография
Томас Фицалан родился примерно в 1450 году в семье Уильяма Фицалана, 16-го графа Арундела, и Джоанны Невилл. Он принадлежал к одному из знатнейших родов Англии и был наследником графского титула и земельных владений в ряде графств. Ещё при жизни отца Томас занял видное положение при дворе. 27 июня 1461 год он был посвящён в рыцари Бани, в 1466 году женился на Маргарет Вудвилл, сестре королевы Елизаветы, и стал таким образом свояком короля Эдуарда IV. С 1471 года Фицалан заседал в парламенте как лорд Мальтраверс. В 1474 году он стал кавалером ордена Подвязки; сэр Томас присутствовал на коронации Ричарда III (6 июля 1483 года), а при Генрихе VII стал крёстным отцом его первого сына Артура (1486) и сыграл важную роль в церемониале коронации Елизаветы Йоркской (1487).
После смерти отца в 1487 году сэр Томас стал 17-м графом Арунделом. В дальнейшем он дважды избирался лейтенантом ордена Подвязки (1489, 1517). Фицалан умер в 1524 году в глубокой старости и был похоронен рядом со своей женой в церкви в Арунделе.

## Семья
17 февраля 1466 года Томас Фицалан женился на Маргарет Вудвилл, дочери Ричарда Вудвилла, 1-го графа Риверса, и Жакетты Люксембургской. В этом браке родились:
- Уильям Фицалан, 18-й граф Арундел (1476—1544);
- Эдуард Фицалан;
- Маргарет Фицалан, жена Джона де ла Поля, графа Линкольна[5];
- Джоанна Фицалан (умерла в 1508 году; муж — Джордж Невилл, 5-й барон Абергавенни[6][7].